# Vera Nikolić Podrinska
Vera barunica Nikolić Podrinska (Zagreb, 8. lipnja 1886. – Zagreb, 28. ožujka 1972.), hrvatska slikarica

## Životopis
Kćerka hrvatskog podbana Vladimira baruna Nikolića i majke Elle, r. barunice Scotti, buduća slikarica Vera kod nas predstavlja posljednji poznati primjer tradicije u načinu likovnog školovanja u 19.stoljeću., po kojem talentirana djevojčica imućnih roditelja nije išla u slikarsku školu, već je ta škola "dolazila" k njoj. Naime, rijetki roditelji su mogli plaćati dolazak u kuću najistaknutijim likovnim pedagozima. Kasnije prolazi i institucionalno likovno obrazovanje, a imovinsko stanje joj dozvoljava da mnogo putuje po svijetu i kopira stare majstore po poznatim galerijama. Na obiteljskom imanju na Prekrižju, bavi se i fotografijom, a kad joj je 1933. godine umro otac, vješto vodi ogromno gospodarstvo o čemu svjedoče diplome gospodarskih izložbi pred Drugi svjetski rat. K tomu je u Novom Vinodolskom 1939. izgradila vilu u kojoj će kao gosti - sve do njene smrti - boraviti mnogi istaknuti umjetnici. 
Upravitelj baruničina imanja tijekom drugog svjetskog rata bio je hrvatski agronom Nikola Kolja Kirigin.
Od prve samostalne izložbe 1917. god.- kad je sav utržak dala za ratnu siročad - sve do potresom postradalih u Skoplju 1963., ističe se kao dobrotvorka. Kao mecena osobitu je brigu vodila o talentima aristokratskog podrijetla.

## Obrazovanje
Kod Otona Ivekovića od 1900., Kod Andrea Lhotea ( Pariz,1926./1927.), kod Lea Juneka u Parizu; Privremena viša škola za umjetnost i umjetni obrt u Zagrebu (1910. – 1914), Academie Julian (Pariz,1925.). 